# Kaneto Shiozawa
Kaneto Shiozawa (塩沢 兼人?), pseudonimo di Toshikazu Shiozawa (塩沢 敏一?; Tokyo, 28 gennaio 1954 – Tokyo, 10 maggio 2000), è stato un attore e doppiatore giapponese (seiyū) affiliato alla Aoni Production.

## Biografia
Il suo nome d'arte era un omaggio a quello del regista giapponese Kaneto Shindō.
Shiozawa aveva un carattere freddo e con la sua voce calma doppiò perlopiù personaggi cattivi o antieroi;  tra le eccezioni spiccano Raffaello in Tartarughe Ninja e Rei in Ken il guerriero.
Il 9 maggio 2000, alle 4:00 circa, Shiozawa cadde dalle scale della sua casa. Morì per una contusione cerebrale il giorno successivo, all'età di 46 anni, senza mai aver ripreso i sensi. Dopo la sua morte, tutti i personaggi da lui doppiati hanno una nuova voce, tranne Buriburizaemon di Shin Chan, che da allora non parla più, apparendo peraltro poche volte.

## Ruoli doppiati

### Film cinematografici
- Luke Skywalker nei film di Star Wars
- Jareth in Labyrinth - Dove tutto è possibile

### Film d'animazione
- Goemon Ishikawa XIII in Lupin III - La cospirazione dei Fuma
- Kirin in Ranma ½: Le sette divinità della fortuna
- Ninzaburo Shiratori in Detective Conan: Fino alla fine del tempo, Detective Conan: L'asso di picche, Detective Conan: L'ultimo mago del secolo e Detective Conan: Solo nei suoi occhi
- Saari in Crayon Shin-chan - Buriburi ōkoku no hihō
- Lavender in Crayon Shin-chan - Ankoku tamatama dai tsuiseki
- Buriburizaemon in Crayon Shin-chan - Henderland no dai bōken, Crayon Shin-chan - Dengeki! Buta no Hizume dai sakusen e Crayon Shin-chan - Bakuhatsu! Onsen wakuwaku dai kessen
- Eiji in Nine
- Iason Mink in Ai no Kusabi
- D in Vampire hunter D
- Vega in Street Fighter II: The Animated Movie

### Serie animate
- Ninzaburo Shiratori (prima voce) in Detective Conan
- Devimon in Digimon
- M'Quve e Omur Fang in Mobile Suit Gundam
- Aries Mu in I Cavalieri dello zodiaco
- Buriburizaemon in Shin Chan
- Namu in Dragon Ball
- Sān Xīng Lóng in Dragon Ball GT
- Wakagashira in City Hunter
- Principe Demand in Sailor Moon R
- Rei in Ken il guerriero
- Raffaello in Tartarughe Ninja
- Zongi in I cieli di Escaflowne
- Marin Reigan in Baldios - Il guerriero dello spazio
- Ishimatsu in Uomo Tigre II
- Vega in Street Fighter II V

### Videogiochi
- Strider Hiryu in Strider (versione PC Engine)
- Random Hajile, Elijah Modnar e Ivan Rodorigez in Snatcher
- Duke B. Rambert in Battle Arena Toshinden, Battle Arena Toshinden 2, Battle Arena Toshinden URA e Battle Arena Toshinden 3
- Jimmy Lee e Amon in Double Dragon
- Orochimaru in Far East of Eden: Kabuki Klash
- Baek Doo San in Tekken 2 e Tekken Tag Tournament
- Tony Redwood in Policenauts
- Joe Inagaki in Last Bronx
- Kairi e Vega in Street Fighter EX, Street Fighter EX 2 e Street Fighter EX 3
- Hyo Imawano in Rival Schools: United by Fate e Project Justice: Rival Schools 2
- Strider Hiryu in Strider
- Gray Fox in Metal Gear Solid, Super Smash Bros. Brawl e Super Smash Bros. Ultimate
- Zato=1 e Dr. Baldhead in Guilty Gear
- Melbu Frahma in The Legend of Dragoon
- Zato=1 in Guilty Gear X
- Mr. X in Metal Gear Solid 2: Sons of Liberty